# Avro Mailplane
Avro 627 Mailplane (русск. Авро 627 Мейлплейн) — лёгкий почтовый самолёт компании Avro Aircraft.

## История
История самолёта началась в 1930, когда авиакомпания «Canadian Airways» сформулировала требования к новому почтовому самолёту для его использования в службе «Prairie Air Mail».
Компания Avro в ответ на заказ взяла второй недостроенный экземпляр самолёта Avro 604 и модернизировала его. Новому самолёту было сначала присвоено имя Avro 622, а затем его переименовали в Avro 627 Mailplane.
Впоследствии самолёт доставили в Канаду, где он выполнял демонстрационные полёты. Но у «Canadian Airways» к этому времени не было средств на покупку нового самолёта. Впоследствии Avro 627 вернули в Великобританию, где в 1932 он принял участие в гонках на королевский кубок.
После гонок на самолёт поставили более мощный двигатель. В 1934 самолёт разобрали и больше не восстанавливали.

## Лётные данные
| Размах крыла, м             | 10,97 |
| Длина, м                    | 9,39  |
| Высота, м                   | 3,3   |
| Площадь крыла, м2           | 35,4  |
| Масса пустого, кг           | 1936  |
| Максимальная взлётная, кг   | 2336  |
| Мощность двигателя, л. с.   | 1×525 |
| Максимальная скорость, км/ч | 274   |
| Крейсерская скорость, км/ч  | 241   |
| Потолок, м                  | 5791  |
| Дальность, км               | 901   |
| Экипаж                      | 1     |